# كريسو (فوكيس)
كريسو (Χρισσό) هي مدينة في فوكيس في مقاطعة كينتريكي إلادا في اليونان.